# سیارک ۱۲۷۸۲
سیارک ۱۲۷۸۲ (به انگلیسی: 12782 Mauersberger، نامگذاری:1995ED9) دوازده هزار و هفتصد و هشتاد و دومین سیارک کشف شده‌است که در ۵ مارس ۱۹۹۵ کشف شد.
قدر مطلق سیارک برابر ۱۲٫۹۰ است.